# Gequetschtes Licht

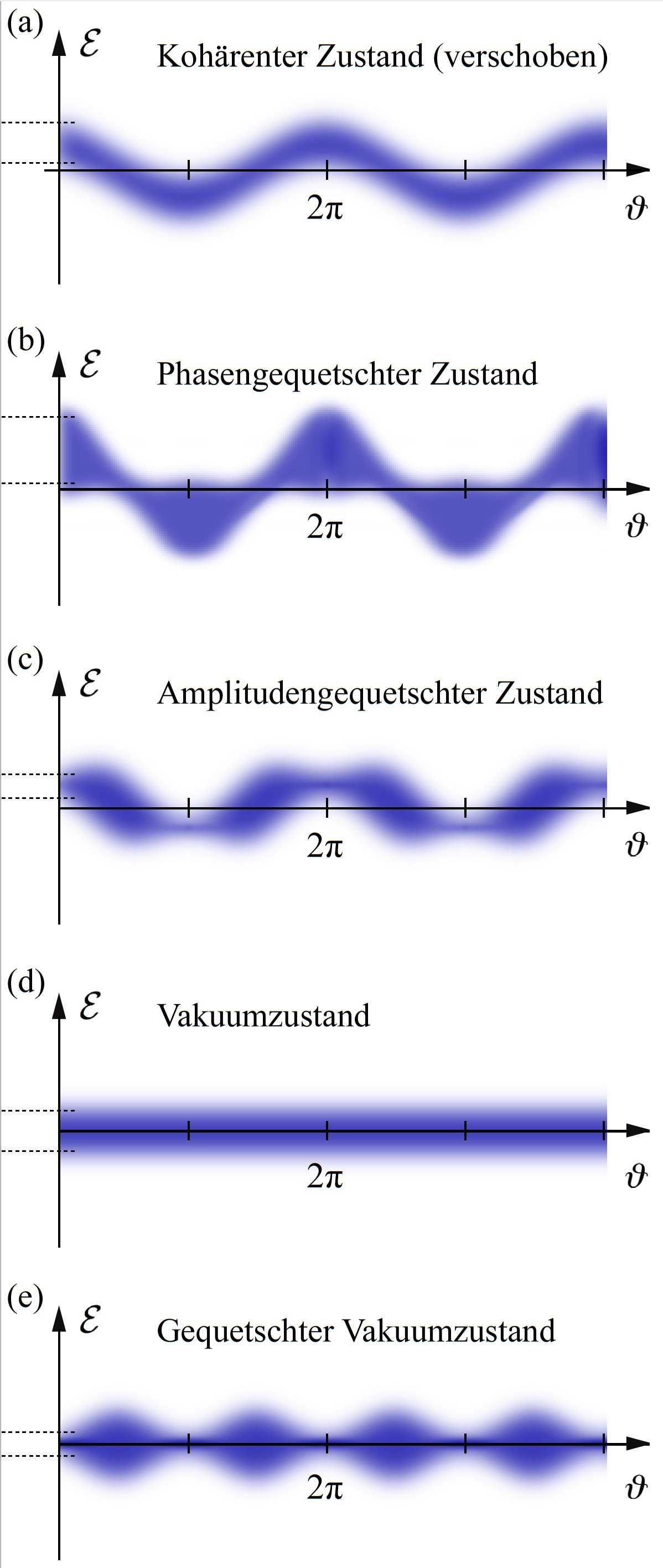
Abbildung 1: Elektrisches Feld Ԑ einer monochromatischen Lichtwelle aufgetragen über die Phase der Welle ', für 5 unterschiedliche Quantenzustände. Die unscharfe Fläche beschreibt die Tatsache, dass die elektrische Feldstärke nicht präzise definiert ist. Je dunkler die Farbe, desto größer ist die Wahrscheinlichkeit eines Wertes Ԑ (').

In der Physik ist gequetschtes Licht (englisch squeezed light) die Bezeichnung für Licht, das sich in einem speziellen Quantenzustand befindet. Gequetschtes Licht hat ein elektrisches Feld Ԑ, dessen quantenmechanische Unschärfe im Vergleich zu der des kohärenten Zustandes für manche Phasen reduziert („gequetscht“) ist und für andere Phasen erhöht („anti-gequetscht“) ist. Dieses Licht wird von speziellen Lasern erzeugt und heute in Gravitationswellendetektoren wie LIGO, Virgo und GEO600 verwendet, mit denen 2015 zum ersten Mal Gravitationswellen direkt gemessen wurden.

## Quantenphysikalischer Hintergrund
Für elektromagnetische Wellen, sowie für jede andere Schwingung auch, gilt generell, dass die schwingende physikalische Größe nicht für jede Phase der Schwingung beliebig präzise definiert sein kann. Dieser Sachverhalt ist im Experiment beobachtbar und wird durch die Quantentheorie korrekt beschrieben. Im Fall von elektromagnetischen Wellen betrachtet man in der Regel lediglich die Schwingung des elektrischen Feldes Ԑ, weil hauptsächlich dieses in Wechselwirkung mit Materie tritt. Aber auch das schwingende magnetische Feld ist nicht präzise definiert, also ebenfalls unscharf.
Befindet sich eine Schwingung in einem kohärenten Zustand, so ist das Ausmaß der Unschärfe nicht von der Phase der Welle, die durch den Winkel {\displaystyle \vartheta } beschrieben wird, abhängig (Abb. 1 (a)). Für den gequetschten Zustand gilt dieses nicht. Ist die Unschärfe in den Knoten der Welle minimal, spricht man vom phasengequetschten Zustand (b). Ist die Unschärfe in den Bäuchen der Welle minimal, spricht man vom amplitudengequetschten Zustand (c). Hat eine Lichtwelle die Intensität null und damit eine Photonenanzahl null, so liegt der Vakuumzustand vor. Selbst dieser hat ein unscharfes elektrisches Feld (d). Der Vakuumzustand ist der Zustand geringster Energie und entspricht damit dem Grundzustand des freien elektromagnetischen Feldes. Er ist ein Spezialfall des kohärenten Zustandes und ist nicht gequetscht. Der gequetschte Vakuumzustand zeigt wie der Grundzustand keine Cosinus-Schwingung, sondern lediglich eine phasenabhängige Unschärfe um den Wert null (e).
Damit im Experiment eine quantitative Charakterisierung der Quantenunschärfe eines Lichtstrahls (aus einem Laser) überhaupt möglich ist, benötigt man viele Messungen an gleich langen Abschnitten des Lichtstrahls. (Wichtig dabei ist, dass der Lichtstrahl von einem hochstabilen Laser produziert wird, der keinerlei Intensitätsschwankungen aufgrund von Vibrationen oder Temperaturschwankungen während der Messungen zeigt. Der gleich lange Abschnitt wird benötigt, damit es sich bei jeder Messung um dieselbe zeitlich-spektrale Mode handelt). Die Länge eines Messabschnitts könnte beispielsweise eine Mikrosekunde betragen. Während dieser Zeitdauer schwingt das elektrische Feld unzählige Male. Gemessen wird nun die mittlere elektrische Feldstärke bei einer bestimmten, zuvor am Detektor eingestellten Phase {\displaystyle \vartheta }. Das Ergebnis ist eine einzelne Zahl. Liegt ein Dauerstrichlaserstrahl vor, so kann direkt in der folgenden Mikrosekunde die zweite Messung erfolgen. Nach einer Sekunde haben wir somit eine Million Messwerte. Die Streuung dieser Messwerte liefert eine gute Darstellung der Unschärfe von Ԑ zur gewählten Phase {\displaystyle \vartheta }.

## Quantitative Beschreibung der (gequetschten) Unschärfe
Die elektrische Feldstärke Ԑ zur Phase {\displaystyle \vartheta } wird in der Quantenoptik durch die dimensionslose Quadratur {\displaystyle X_{\vartheta }} beschrieben. Häufig betrachtet man das elektrische Feld in der Amplitude der Welle {\displaystyle (X_{\vartheta =0}\equiv X)} (die Amplitudenquadratur), und das elektrische Feld im Knoten {\displaystyle (X_{\vartheta =\pi /2}\equiv Y)} (die Phasenquadratur). Es gilt die folgende Heisenberg’sche Unschärferelation:
{\displaystyle \;\Delta ^{2}X\Delta ^{2}Y\geq {\frac {1}{16}}},
wobei {\displaystyle \Delta ^{2}} für Varianz steht. (Die Varianz ist der Mittelwert der Quadrate der Messwerte abzüglich des Quadrats des Mittelwerts der Messwerte.) Für den Grundzustand (Vakuumzustand) gilt: {\displaystyle \Delta ^{2}X_{G}=\Delta ^{2}Y_{G}=1/4}. (Wir verwenden hier eine Normierung, die gerade so gewählt ist, dass die Summe der beiden Varianzen direkt die Nullpunktsanregung des harmonischen Oszillators von {\displaystyle 1/2} ergibt.)
Definition:  Licht liegt in einem gequetschten Zustand vor, wenn die Varianz der quantenmechanischen Unschärfe der elektrischen Feldstärke zu einer beliebigen Phase kleiner als {\displaystyle 1/4} ist, d. h., wenn z. B. {\displaystyle \Delta ^{2}X} oder {\displaystyle \Delta ^{2}Y<1/4} ist. (Nach der Heisenberg’schen Unschärferelation muss die Varianz der jeweils anderen Größe entsprechend größer sein.)
Während die kohärenten Zustände als semi-klassisch bezeichnet werden, weil zu ihrer Beschreibung ein semi-klassisches Modell genügt, gehören die gequetschten Zustände zu den nichtklassischen Zuständen.
Gequetschtes Licht wird mithilfe der nichtlinearen Optik aus kohärentem Laserlicht hergestellt. Dies gelang erstmals Mitte der 1980er-Jahre. Damals erzielte man Quetschfaktoren von bis zu 2 (3 dB), d. h. {\displaystyle \Delta ^{2}X\approx \Delta ^{2}X_{G}/2}. Heute werden Quetschfaktoren von über 10 (10 dB) direkt beobachtet.
Der Quetschfaktor in Dezibel (dB) errechnet sich folgendermaßen:
{\displaystyle -10\cdot \log {\frac {\Delta _{\mathrm {min} }^{2}X_{\vartheta }}{\Delta ^{2}X_{G}}}}, wobei {\displaystyle \Delta _{\mathrm {min} }^{2}X_{\vartheta }} die kleinste Varianz bei Variation der Phase ist. Die zugehörige Phase {\displaystyle \vartheta =:\theta } nennt man den Quetschwinkel.

## Darstellung von gequetschten Zuständen als Quasi-Wahrscheinlichkeitsdichte

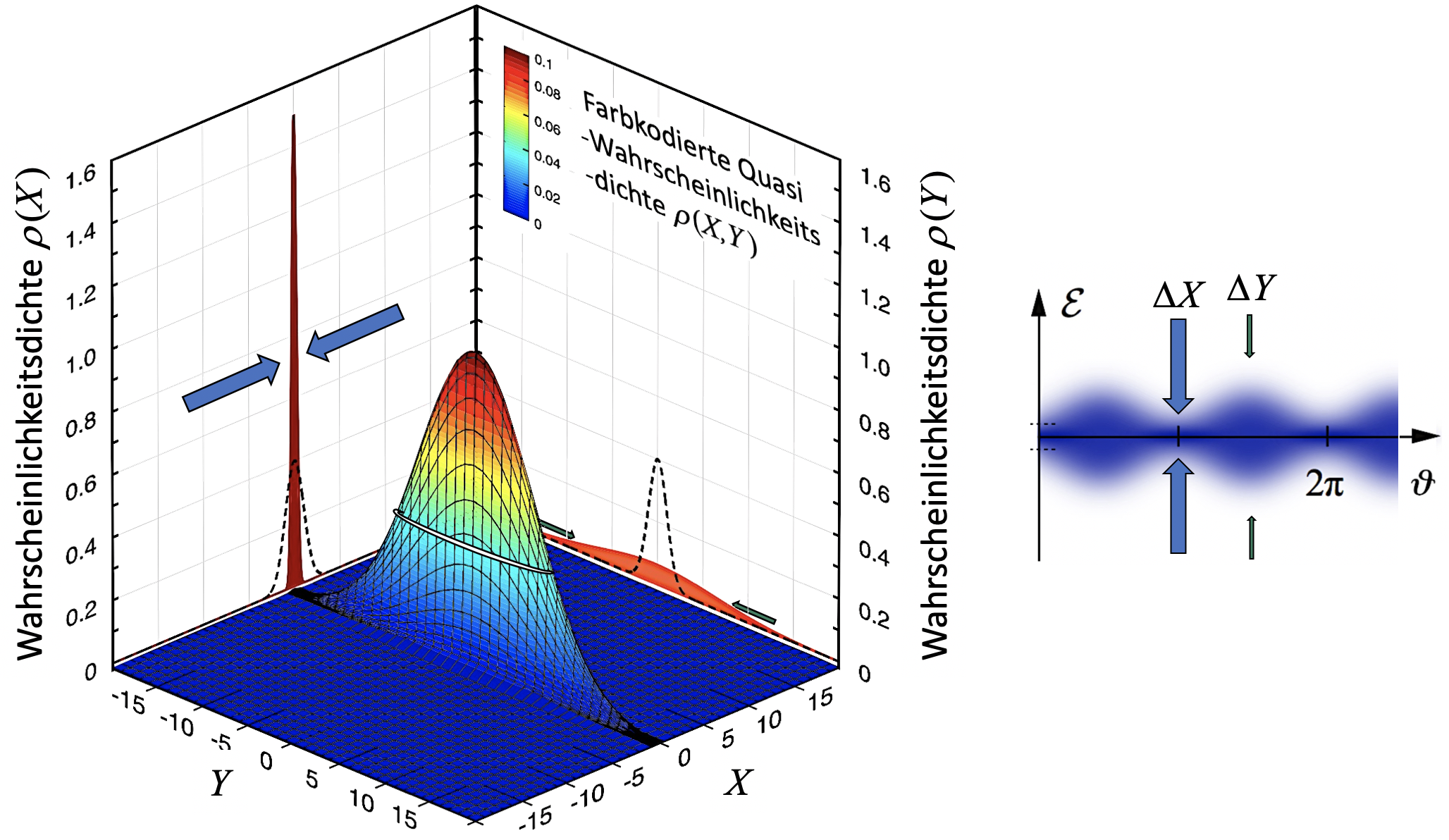
Abb.1(f): Links: Wigner-Funktion eines gequetschten Vakuum-Zustandes. Rechts: Bezug zu Abb.1.(e)

Die Zustände in Abbildung 1(a) bis (e) werden häufig auch als sogenannte Wigner-Funktionen, d. h. als Quasi-Wahrscheinlichkeitsdichteverteilungen, dargestellt. In einer solchen Darstellung spannen zwei orthogonale Quadraturen, in der Regel {\displaystyle X} und {\displaystyle Y}, eine Ebene auf und die dritte vertikale Achse gibt die Quasi-Wahrscheinlichkeitsdichte an, einen Messwert [{\displaystyle X(t_{i})Y(t_{i})}] zu bekommen. Da {\displaystyle X} und {\displaystyle Y} nicht gleichzeitig präzise definiert sein können, handelt es sich nicht um eine echte Wahrscheinlichkeitsdichte, sondern um eine Quasi-Wahrscheinlichkeitsdichte. Die Wigner-Funktion wird aus den Zeitserien von {\displaystyle X(t_{i})} und {\displaystyle Y(t_{i})} lediglich rekonstruiert. Man spricht auch von einer quanten-tomografischen Rekonstruktion. Für gequetschte Zustände ergeben sich Gauß-verteilte Wigner-Funktionen, deren Höhenlinien Ellipsen darstellen.

## Physikalische Bedeutung von Messgröße und Messobjekt
Quantenunschärfe beschreibt den Sachverhalt, dass identische Messungen an identischen Objekten unterschiedliche Messergebnisse (Eigenwerte) liefern. Im Fall eines frei propagierenden Laserstrahls werden diese identischen Messungen an identischen aber auf einander folgenden Zeitabschnitten des Strahls durchgeführt. Jeder Abschnitt muss gleich lang sein, damit das Messobjekt bei jeder Messung identisch ist. Handelt es sich um ein mehr oder weniger monochromatisches Dauerstrichfeld, so muss die Länge dieses Abschnitts viel größer sein als die Periodendauer, da ansonsten der monochromatische Charakter des Lichts gestört wird. In jedem Fall ergeben die zeitlich auf einander folgenden Messungen am selben Laserstrahl eine Zeitserie fluktuierender Eigenwerte. Wir betrachten jetzt das Beispiel, dass die Amplitudenquadratur wiederholt gemessen wurde. Die Zeitserie kann nun statistisch ausgewertet werden. Offensichtlich ist dabei, dass über die Amplitude des Lichtfeldes vor und nach unserer Gesamtmesszeit keine Aussage getroffen werden kann. Daraus folgt, dass keine statistische Aussage über das Lichtfeld auf Zeitskalen getroffen werden kann, die die Gesamtmesszeit übertreffen. Dieses ist ein trivialer, aber auch fundamentaler, Punkt, da Messzeiten immer endlich sind. Unsere Zeitserie liefert dagegen eine statistische Aussage über das Lichtfeld auf kürzeren Zeitskalen. Es könnte sich zum Beispiel zeigen, dass die Amplitude des Lichtfeldes sich während der Gesamtmesszeit 100 mal periodisch verändert hat. Betrachten wir nun das andere Extrem sehr kurzer Zeitskalen, so ist offensichtlich, dass Fluktuationen, die schneller sind als die Messdauer für einen Messpunkt, ebenfalls nicht erfasst werden können. Es ergibt sich also die Notwendigkeit die Messgröße für ein bestimmtes Spektrum der zeitlichen Fluktuationen zu definieren. Daraus folgt, dass zu einer Quadratur immer das Spektrum der beinhalteten Fluktuationen angegeben werden muss, z. B. als Frequenzintervall {\displaystyle f\pm \Delta f/2} mit {\displaystyle f>\Delta f/2>0.} Im Rahmen der Datennachbearbeitung können sowohl {\displaystyle f} als auch {\displaystyle \Delta f} weiter eingeschränkt, also Frequenzanteile ausgeschlossen werden. Mit der Erkenntnis, dass eine Messung sich immer auf ein bestimmtes Zeitfenster und auf ein dazugehöriges Spektrum bezieht, lässt sich auch die physikalische Bedeutung der Messgröße klarer beschreiben:

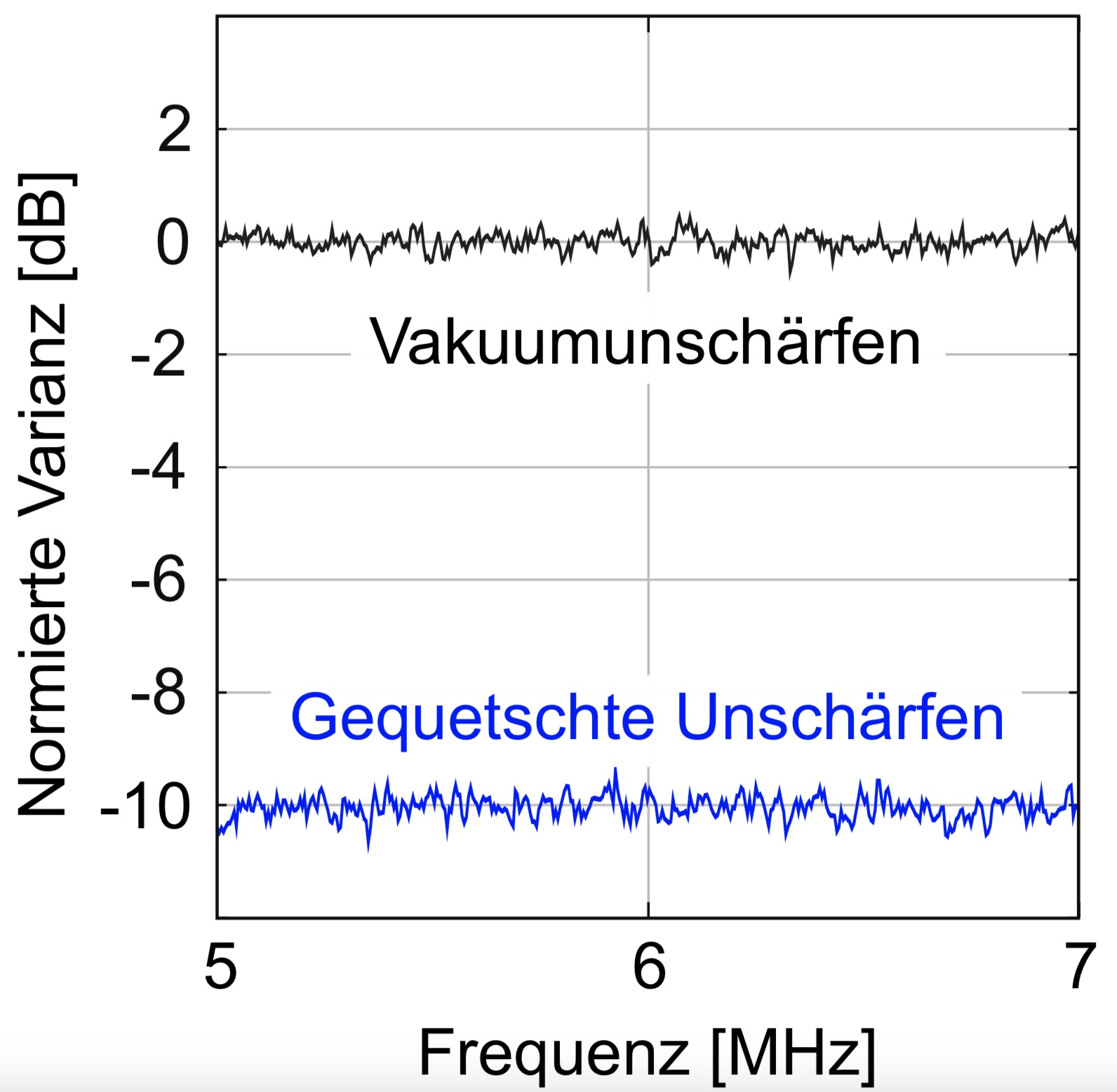
Abbildung 2: Normierte Varianzen von Modulationszuständen desselben Trägerlichtstrahls, aufgetragen über die Modulationsfrequenz. Die Bandbreite der Messung beträgt hier ca. 10 kHz, so dass beide Linien 200 von einander unabhängige Moden beschreiben.

Bei der quantenstatistischen Charakterisierung eines Lichtfeldes wird nicht das elektrische Feld an sich, sondern die Modulation des elektrischen Feldes in einem bestimmten Frequenzintervall betrachtet. Die eigentlichen Messgrößen lauten {\displaystyle X_{\vartheta ,f,\Delta f}}, also im Speziellen {\displaystyle X_{f,\Delta f}} und {\displaystyle Y_{f,\Delta f}}. Letztere beschreiben die Amplitudenmodulation bzw. die Phasenmodulation in dem Frequenzband {\displaystyle f\pm \Delta f/2}. Exakt formuliert ist {\displaystyle X_{f,\Delta f}} die Amplitude (bzw. Tiefe) der Amplitudenmodulation und {\displaystyle Y_{f,\Delta f}} die Amplitude (bzw. Tiefe) der Phasenmodulation. Es entstehen die sehr holprigen Ausdrücke Amplitudenquadraturamplitude (Englisch: amplitude quadrature amplitude) und Phasenquadraturamplitude (Englisch: phase quadrature amplitude).
In gewissen praktischen Grenzen, die z. B. durch die Schnelligkeit von Elektronik oder durch die endliche Gesamtmesszeit gegeben sind, können {\displaystyle f} und {\displaystyle \Delta f} im Rahmen der Messdatenaufnahme und der Nachbearbeitung frei gewählt werden. Diese Wahl definiert gleichzeitig auch das Messobjekt. Die Statistik der Eigenwerte der Größen {\displaystyle X_{f,\Delta f}} und {\displaystyle Y_{f,\Delta f}}macht eine Aussage, in welchem Zustand sich die Modulation des Lichtfeldes mit der Modulationsfrequenz {\displaystyle f}, integriert über die Bandbreite {\displaystyle \Delta f}, befindet. Das Messobjekt ist also nicht der gesamte Lichtstrahl, sondern eine Modulationsmode, die von dem Lichtstrahl getragen wird. – In vielen Experimenten ist man an einem kontinuierlichen Spektrum vieler Modulationsmoden interessiert, die alle vom gleichen Lichtstrahl getragen werden. Die Abbildung 2 zeigt in blau die Quetschfaktoren {\displaystyle \Delta ^{2}X_{f,\Delta f}/\Delta ^{2}X_{f,\Delta f,G}} vieler benachbarter Modulationsmoden, aufgetragen über {\displaystyle f}. Das obere Spektrum stellt die Unschärfen der entsprechenden Vakuumzustände dar und dient mit 0 dB als Referenz.
Die Messgrößen, deren Unschärfe in Experimenten gequetscht werden, entsprechen somit genau den Größen, die man in der (optischen) Kommunikation nutzt. Amplitudenmodulation (AM) und Frequenzmodulation (FM) sind die klassischen Mittel, um Information auf ein Trägerfeld aufzuprägen. (Die Frequenzmodulation ist mathematisch eng verwandt mit der Phasenmodulation). Die Messgrößen für gequetschtes Licht sind außerdem genau dieselben Größen, die in Laserinterferometern ausgelesen werden, wie zum Beispiel in Sagnac-Interferometern, die zur Messung von Rotationen genutzt werden, oder in Michelson-Interferometern, mit denen Gravitationswellen beobachtet werden. Gequetschtes Licht hat daher eine Vielzahl von Anwendungen in der optischen Kommunikation und in der optischen Messtechnik.

## Anwendungen

### Optische Präzisionsmessungen

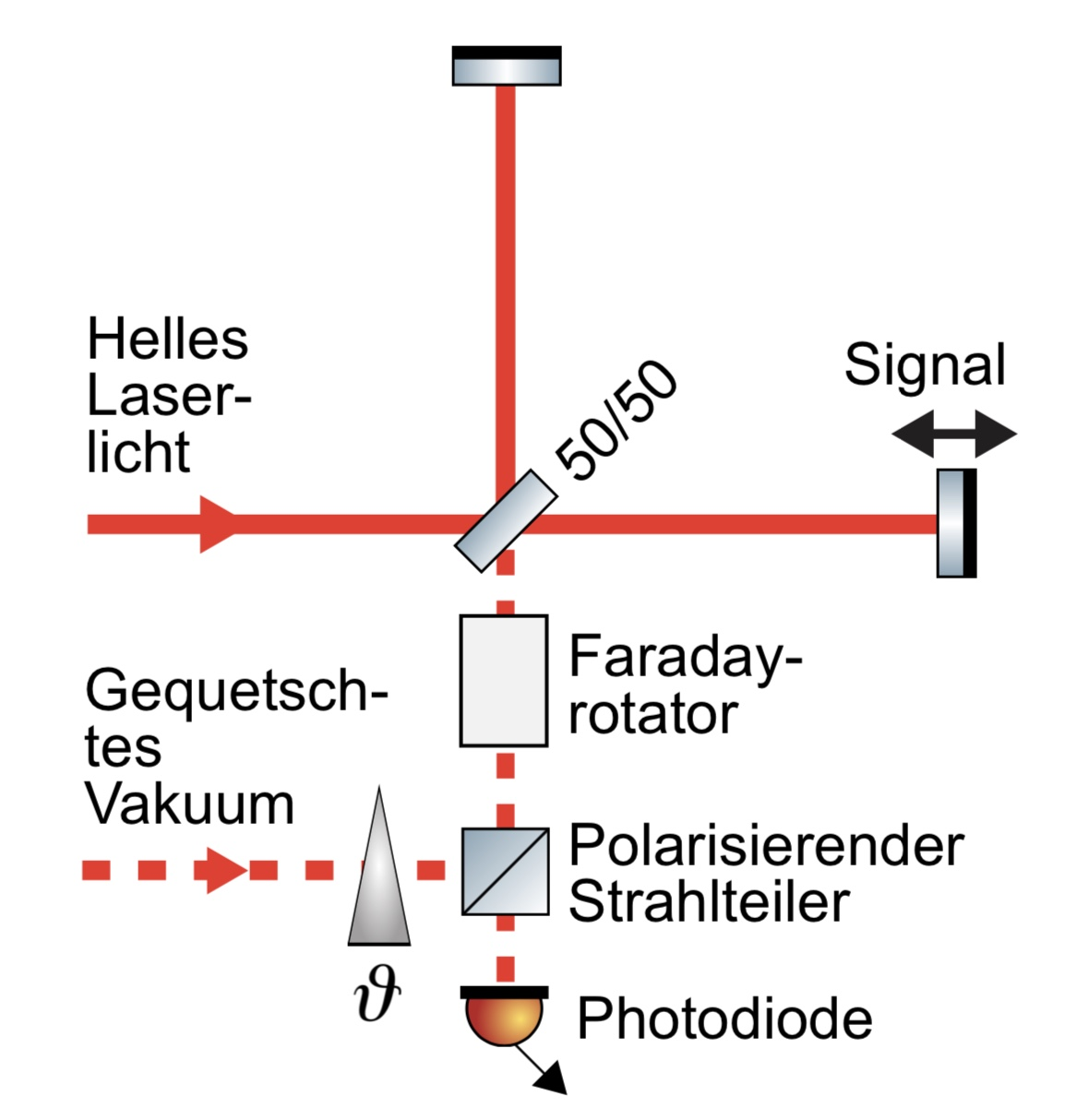
Abbildung 3: Vereinfachte Darstellung eines Laserinterferometers zur Detektion von Gravitationswellen; hier mit hellem Laserlicht plus gequetschter Vakuumzustände.

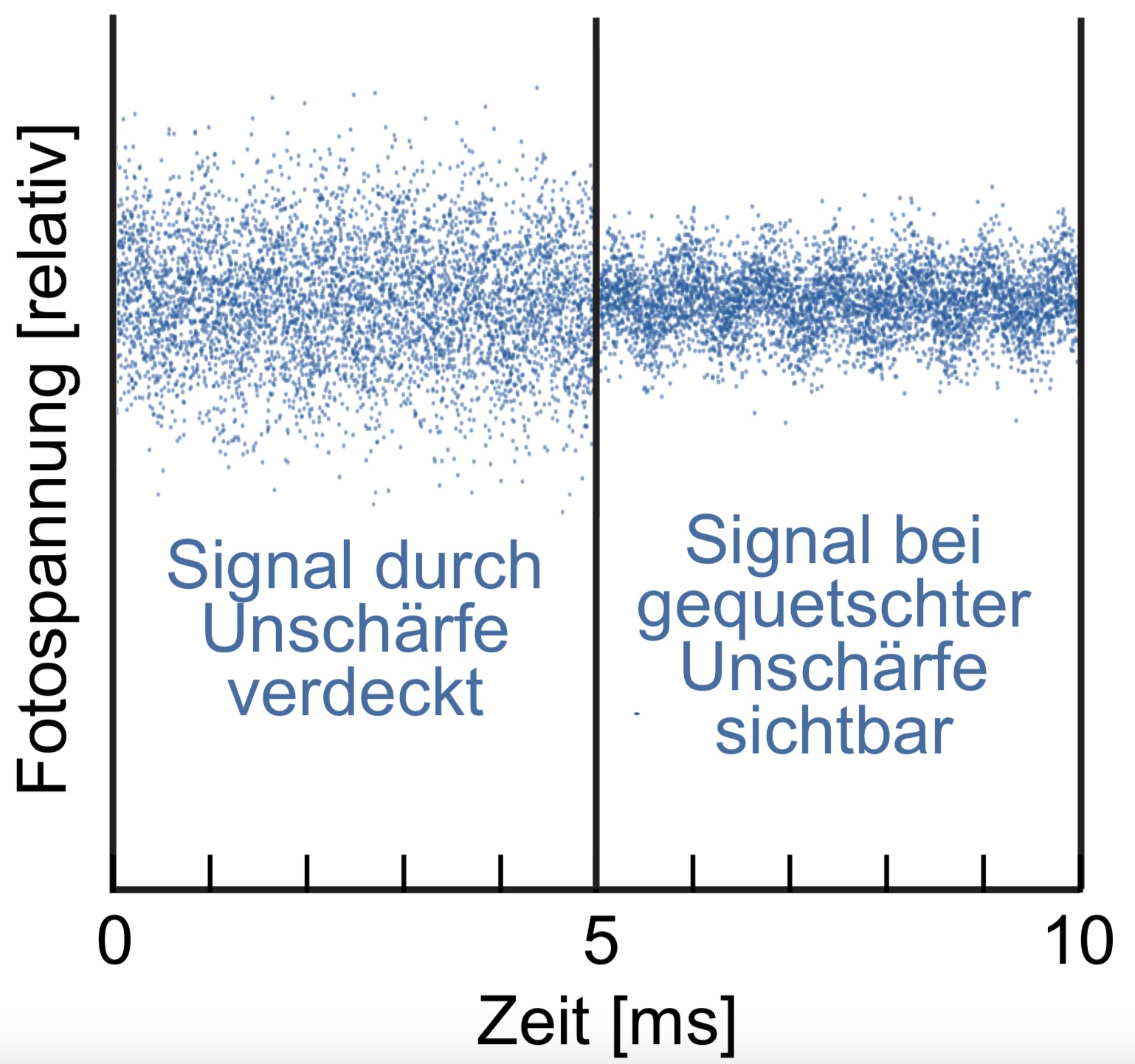
Abbildung 4: Fotospannung eines Photodetektors mit der Unschärfe des Vakuums (links) und mit gequetschter Unschärfe (rechts).

Gequetschtes Licht kann genutzt werden, um das Photonenzählrauschen in optischen Präzisionsmessungen zu verringern. Hier sind zuallererst Laserinterferometer zu nennen. Das Prinzip wurde erstmals in den 1980er-Jahren gezeigt. Laserinterferometer teilen einen Lichtstrahl zunächst in zwei Wege auf, um sie nach Durchlaufen der Wege wieder zu überlagern. Ändern sich die optischen Weglängen relativ zueinander, ändert sich die Interferenz der Überlagerung und damit die Lichtleistung, die auf einen Photodetektor fällt. Vibriert die Position eines Interferometerspiegels und ändert sich dadurch eine der optischen Weglängen periodisch, so zeigt das Licht auf dem Photodetektor eine Amplitudenmodulation bei denselben Vibrationsfrequenzen. Unabhängig von der Existenz dieses (klassischen) Signals, trägt das Licht bei jeder Modulationsfrequenz (mindestens) die Vakuumunschärfe (siehe oben). Diese führt zu Photonenzählrauschen (Schrotrauschen) auf dem Photodetektor, was das Signal-Rausch-Verhältnis limitiert. Letzteres kann verbessert werden, indem man durch mehr Lichtleistung in den Interferometerarmen das Signal erhöht. Dieses ist der Grund, warum z. B. Michelson-Interferometer zur Beobachtung von Gravitationswellen sehr hohe Laserleistungen verwenden. Nun zeigt sich allerdings, dass bei hohen Laserleistungen vermehrt praktische Probleme auftauchen: Die Spiegel absorbieren einen Teil des Lichts, erwärmen sich, dehnen sich lokal aus, bilden thermische Linsen und verringern dadurch den Interferenzkontrast; oder der erhöhte Strahlungsdruck des Lichts führt zu instabilen mechanischen Schwingungen der Spiegel. Diese Probleme werden mit gequetschtem Licht gelöst. Gequetschtes Licht erhöht nicht das Signal, sondern reduziert die Unschärfe und damit das Photonenzählrauschen. Das Signal-Rausch-Verhältnis des Interferometers verbessert sich dabei, ohne dass die Lichtleistung im Interferometer erhöht wird.
Laserinterferometer werden in der Regel mit annähernd monochromatischem Dauerstrich-Laserlicht betrieben. Das optimale Signal-zu-Rausch-Verhältnis kann über zwei unterschiedliche Betriebsmodi erreicht werden. Entweder stellt man die Armlängendifferenz so ein, dass jeweils die Hälfte des Lichts die beiden Ausgänge des Interferometers verlassen und man betrachtet die Differenz der Lichtsignale, oder man arbeitet dicht an destruktiver Interferenz für einen der beiden Ausgänge und platziert dort einen einzelnen Photodetektor. Der zuletzt genannte Betriebsmodus wird in Gravitationswellendetektoren (GW-Detektoren) genutzt.
Um eine Verbesserung durch gequetschte Zustände zu erreichen, muss das vorhandene Licht nicht vollständig ersetzt werden. Was ersetzt werden muss, ist „lediglich“ die Quantenunschärfe der „Differenz“ der Phasenquadraturen der aufgespalteten Lichtstrahlen in den beiden Armen (und das auch nur bei den Modulationsfrequenzen, bei denen Messsignale erwartet werden). Dieses erreicht man, indem man ein gequetschtes Vakuumfeld (Abb. 1e) in den „ungenutzten“ Eingang des (ersten) Strahlteilers des Interferometers einstrahlt und mit dem bereits vorhandenen Laserlicht überlagert (siehe Abb. 3). Dabei muss möglichst perfekte Interferenz erreicht werden. Das ist nur möglich, wenn das gequetschte Licht in der gleichen Mode vorliegt wie das helle Feld, d. h., dieselbe Wellenlänge hat sowie dieselbe Polarisation, Strahlradius, Wellenfrontkrümmung und natürlich dieselbe Ausbreitungsrichtung in den Armen. Beim Michelson-Interferometer mit einem dunklen Signalausgang benötigt man für das Einstrahlen des gequetschten Feldes eine optische Diode bestehend aus einem polarisierenden Strahlteiler und einem Faraday-Rotator. Durch die Polarisationsdrehungen läuft das gequetschte Feld vollständig in das Interferometer. Von diesem wird es wegen des gewählten Arbeitspunkts vollständig reflektiert und trifft abschließend vollständig auf die Photodiode. Da auch das Interferometer„signal“ die „Differenz“ der beiden Arme betrifft, verlassen Signal und gequetschte Unschärfe automatisch denselben Ausgang des Interferometers und können dort von dem Photodetektor zusammen absorbiert werden. Da generell die Aufgabe eines Interferometers ist, die Änderung einer Phasendifferenz in eine Amplitudenänderung zu transformieren, zeigt sich das „Signal“ als Amplitudenmodulation. Die Phase des gequetschten Lichts {\displaystyle \vartheta } wird so gewählt, dass in den Interferometerarmen die Unschärfen der Phasen(differenz)Modulationen gequetscht sind. Der Ausgangsstrahl zeigt anschließend durch die Wirkung des Interferometers eine gequetschte Unschärfe seiner Amplitudenmodulationen: Abb. 4 zeigt die Photospannung der Photodiode im Interferometerausgang. Nach Subtraktion des konstanten Offsets erhält man das reine (GW-)Signal.
Seit 2010 ist ein „Quetschlaser“ Bestandteil des Gravitationswellendetektors GEO600 (Abb. 3) und verbessert dessen Messempfindlichkeit in Bereiche, die ohne gequetschtes Licht aus praktischen Gründen nicht erreichbar wären. Dieser neuartige Laser wurde 2009 in der Forschungsgruppe von R. Schnabel an der Leibniz Universität Hannover entworfen und gebaut. 2018 ist gequetschtes Licht auch in den Gravitationswellendetektoren Advanced LIGO und Advanced Virgo eingebaut worden. Seit April 2019 beobachten beide Detektoren erfolgreich Gravitationswellen mit verbesserter Empfindlichkeit durch gequetschtes Licht. Eine große Anzahl der aufgenommenen Signale sind inzwischen ausgewertet. Ohne die zusätzlich eingebauten Quetschlaser würden LIGO und Virgo deutlich seltener Signale aufnehmen können. Man kann daher sagen, dass 'gequetschtes Licht in Gravitationswellendetektoren' die erste nutzergetriebene Anwendung von Quantenkorrelationen darstellt.

### Radiometrie/Kalibrierung von Photodetektoren
Gequetschtes Licht kann ebenfalls genutzt werden, um ohne kalibrierten Strahlungsstandard die Wahrscheinlichkeit zu messen, mit der ein Photodetektor Photonen eines auftreffenden intensiven Lichtstrahls in Leitungselektronen umwandelt. Diese Wahrscheinlichkeit entspricht der Quanteneffizienz des betrachteten Photodetektors. Im Idealfall beträgt sie 100 Prozent, d. h., jedes Photon des Lichtstrahls wird in genau ein Photoelektron umgesetzt. Bisherige Kalibrierungsverfahren erfordern die Kenntnis, wie viele Photonen auf den Photodetektor fallen. Die Kalibrierung mittels gequetschtem Licht nutzt stattdessen den Effekt, dass das Unschärfeprodukt {\displaystyle \Delta ^{2}X_{f,\Delta f}\cdot \Delta ^{2}Y_{f,\Delta f}} umso größer wird, je geringer die Quanteneffizienz des verwendeten Photodetektors ist. Anders formuliert: Es wird hier die Tatsache genutzt, dass gequetschte Zustände empfindlich auf Dekohärenz reagieren. Gäbe es bei der Herstellung und Detektion der gequetschten Zustände gar keine Dekohärenz, so wäre das Unschärfeprodukt minimal und hätte den Wert 1/16. Bestimmt man in separaten Messungen den optischen Verlust aller anderen Komponenten des Aufbaus, und ist nachweislich der optische Verlust der dominierende Dekohärenzprozess, so liefert die Bestimmung des Unschärfeprodukts direkt die Quanteneffizienz des verwendeten Photodetektors.
Wird gequetschtes Licht mit der gequetschten Varianz {\displaystyle \Delta ^{2}X_{f,\Delta f}} mit einer Quanteneffizienz von {\displaystyle \eta } (mit {\displaystyle 0\leq \eta \leq 1}) detektiert, so beobachtet man eine vergrößerte Varianz von

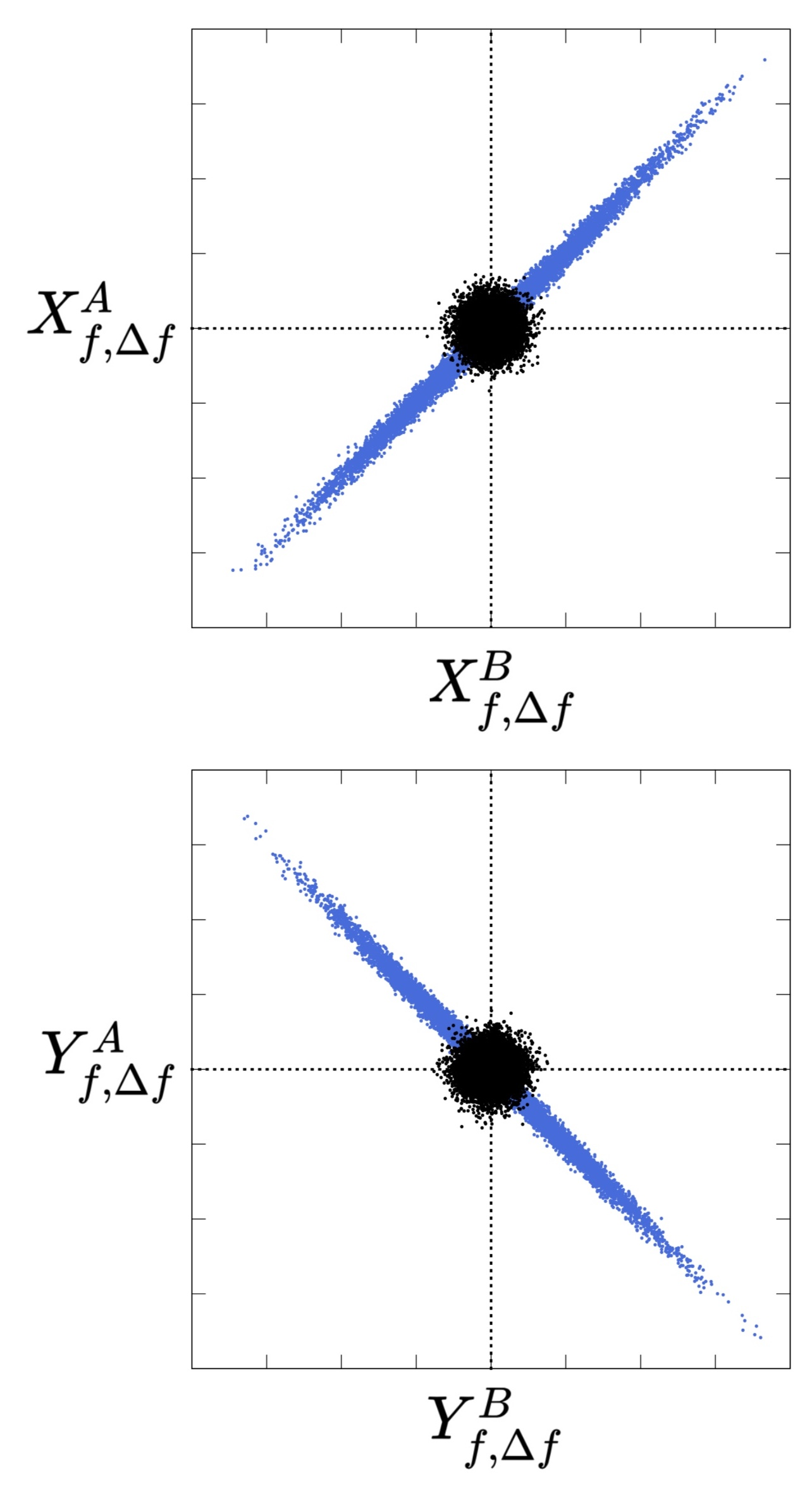
Abbildung 5: Die Messwerte bei A und B nehmen sehr unterschiedliche Werte an. Der gegenseitige Vergleich zeigt jedoch Korrelationen (oben, blau) bzw. Anti-Korrelationen (unten, blau). Bei Verschränkung liegen die Werte enger zusammen als die Breite der Grundzustandsunschärfe (schwarz).

{\displaystyle \Delta ^{2}X_{f,\Delta f}^{\mathrm {beob} }=\eta \cdot \Delta ^{2}X_{f,\Delta f}+(1-\eta )/4\,.}
D. h., durch optischen Verlust wird ein Teil der Varianz des Vakuumzustandes beigemischt und der Quetschfaktor sinkt.
Dieselbe Formel beschreibt auch den Einfluss einer nicht-perfekter Quanteneffizienz auf die Varianzen der anderen Quadraturamplituden. Die anti-gequetschte Varianz sinkt zwar, das Unschärfeprodukt steigt aber an.

### Verschränkungsbasierte Quantenschlüsselverteilung
Gequetschtes Licht kann in Einstein-Podolsky-Rosen-verschränktes (EPR-verschränktes) Licht überführt und zur Quantenschlüsselverteilung genutzt werden.
Überlagert man zwei identische Lichtstrahlen, die gequetschte Modulationszustände tragen und einen Laufunterschied von einem Viertel ihrer Wellenlänge haben, auf einem balancierten Strahlteiler (eine Hälfte des Lichts wird transmittiert, die andere zur Seite reflektiert), so bilden sich in den beiden Ausgängen des Strahlteilers zwei EPR-verschränkte Lichtstrahlen: Ihre individuellen Quantenunschärfen sind größer als die des Grundzustandes aber wechselseitig enger korreliert als die Grundzustandsunschärfe. Der Sender (A) schickt in der Folge einen der beiden Lichtstrahlen zu einem (entfernten) Empfänger (B). Anschließend messen beide gleichzeitig und wiederholt Quadraturamplituden an ihrem jeweiligen Strahl. Auf diese Weise werden echt zufällige, aber korrelierte (bzw. anti-korrelierte) Zahlenkolonnen erzeugt (Abb. 5). Aus diesen kann anschließend ein sicherer Quantenschlüssel gewonnen werden, der eine beliebig kleine Restunsicherheit besitzt, dass irgendeiner dritten Person der Quantenschlüssel ebenfalls bekannt ist. Voraussetzung ist, dass beide Empfänger sich vor jeder Messung individuell zufällig für eine der beiden Quadraturamplituden ({\displaystyle X_{f,\Delta f}} oder {\displaystyle Y_{f,\Delta f}}) entscheiden und mit einem Vergleich eines zufällig ausgewählten Teils der Messergebnisse an denselben Quadraturamplituden den Informationsverlust der Übertragung anhand der Dekohärenz abschätzen. (Für 50 % der Messdaten gilt, dass unterschiedliche Messgrößen gemessen wurden. Diese Werte haben keinen Nutzen und werden nicht weiter betrachtet.) Der entscheidende Aspekt bei der Quantenschlüsselverteilung ist es in der Tat, die maximale Informationsmenge, die in die Umgebung gelangt ist, quantitativ abschätzen zu können. Bei der herkömmlichen Quantenschlüsselverteilung wird auf diese Weise der Übertragungskanal abgesichert. Mit EPR-verschränktem Licht kann zusätzlich die Messung beim entfernten Empfänger abgesichert werden. Denn wenn sich beim Datenvergleich zeigt, dass die Zahlen in der Tat enger zusammenliegen als die Breite der Grundzustandsunschärfe, kann der Sender davon ausgehen, dass auch die Messung beim Empfänger ohne Lauschangriff vonstattengegangen ist. Der Sender muss also nicht mehr wie bei der herkömmlichen Quantenschlüsselverteilung dem Empfänger vertrauen. Man nennt diese höhere Qualität einseitig-geräteunabhängig (Englisch: one-sided device independent). Diese Art der Quantenschlüsselverteilung funktioniert allerdings nur, wenn der optische Gesamtverlust, der bei der Übertragung auf natürliche Weise entsteht, nicht zu hoch ist. Möchte man das konventionelle Glasfasernetz zur Übertragung nutzen, ist die Entfernung auf einige wenige Kilometer begrenzt.

## Herstellung von gequetschtem Licht

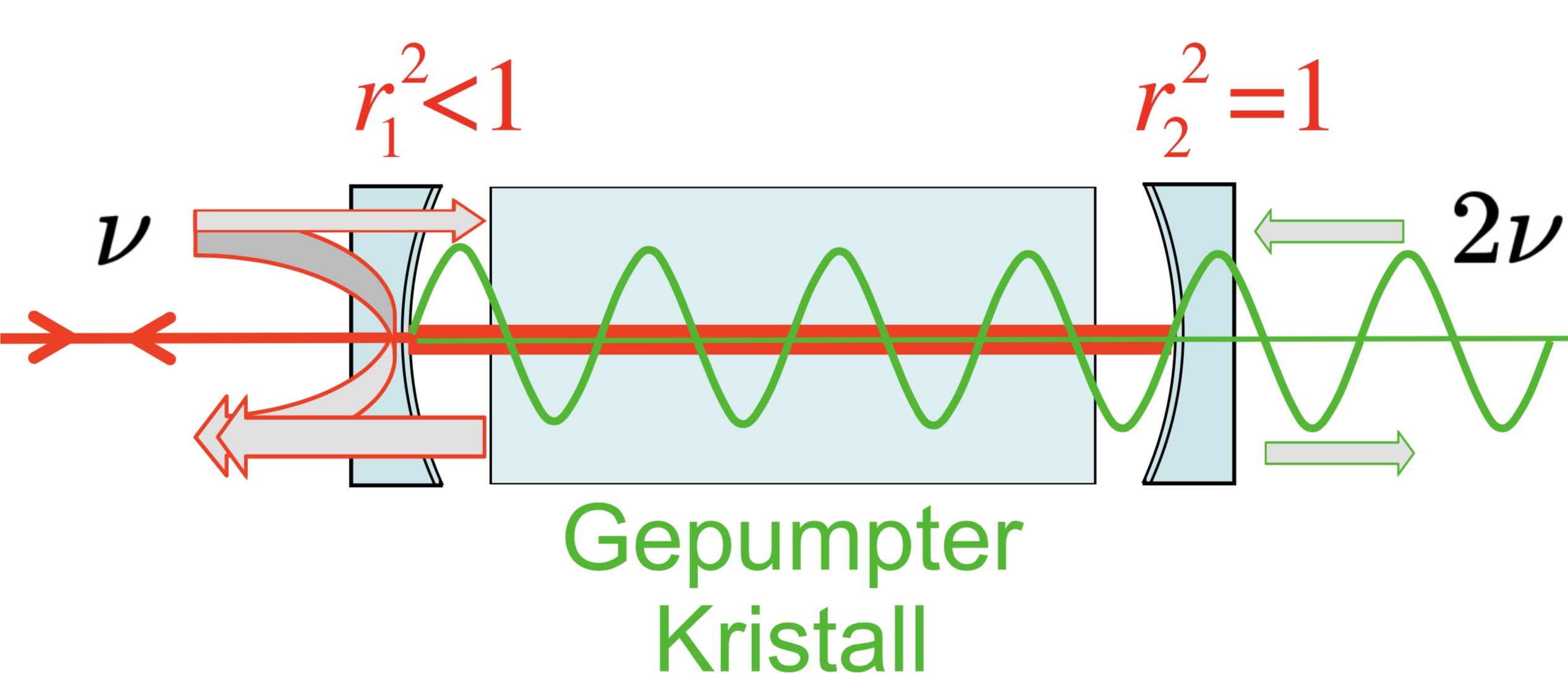
Abbildung 6: Gequetschte Zustände bei der optischen Frequenz (rot) entstehen, wenn es für das Feld, das vom Resonator nach links reflektiert wird, zur destruktiven Interferenz seiner Unschärfe kommt. Damit dieses möglich wird, muss die Unschärfe im Kristall durch das Pumpfeld (grün) parametrisch abgeschwächt werden, und zwar lediglich um einen Faktor von knapp 2 (abhängig von der Spiegelreflektivität). Wegen der destruktiven Interferenz liegt außerhalb des Resonators dann ein fast beliebig hoher Quetschfaktor vor. Bemerkungen: Die angegebenen Reflektivitäten gelten für die optische Frequenz. Das Pumpfeld bei der optischen Frequenz wird im Bild von rechts eingestrahlt und einmal am linken Spiegel in sich zurückreflektiert.

Gequetschtes Licht wird mit den Methoden der nichtlinearen Optik hergestellt. Die erfolgreichste Methode basiert auf der entarteten optisch-parametrischen Abkonversion (oder auch genannt: optisch-parametrische Verstärkung) (englisch: optical parametric down-conversion; optical parametric amplification) vom Typ I in einem optischen Resonator. Um die Modulationszustände bezüglich eines (zunächst nicht vorhandenen) Trägerfeldes der optischen Frequenz {\displaystyle \nu } zu quetschen, wird Pumplicht der harmonischen Frequenz {\displaystyle 2\nu } in einen nichtlinearen Kristall gestrahlt, der sich in einem Resonator für die fundamentale Frequenz {\displaystyle \nu } befindet. (Das Trägerfeld kann, muss aber nicht in den Kristall gestrahlt werden. Es wird aber spätestens zur Detektion der gequetschten Modulationszustände benötigt.) Der Kristall muss für beide Frequenzen transparent sein. Typische Kristalle für den sichtbaren und nah-infraroten Bereich sind Lithiumniobat (LiNbO3) und (periodisch gepoltes) Kaliumtitanylphosphat (KTP). Aufgrund der Nichtlinearität des Kristalls verstärkt, bzw. dämpft das Pumpfeld die elektrische Feldstärke bei der fundamentalen Frequenz, und zwar abhängig von der relativen Phasenlage (dem Parameter dieser Verstärkung). Im Maximum der Pumpfeldstärke kommt es zur Verstärkung, im Minimum zur Dämpfung (Quetschung), abhängig vom Vorzeichen der Nichtlinearität des Kristalls. Ist das fundamentale Feld im Vakuumzustand (Abb. 1 d), so wirkt der Prozess ausschließlich auf die Unschärfe. Diese wird in die phasenabhängige Unschärfe des gequetschten Vakuumzustands (Abb. 1 e) überführt. Ist das fundamentale Feld im (verschobenen) kohärenten Zustand (Abb. 1 a), so wird es in den phasengequetschten oder in den amplitudengequetschten Zustand (Abb. 1 b, c) transformiert, abhängig von der relativen Phasenlage zum Pumpfeld. Diese Prozesse können gut graphisch veranschaulicht werden. Siehe dazu Referenz.
Eine wichtige Bedeutung kommt dem Resonator für das fundamentale Feld zu. Einer der Resonatorspiegel ist zu einem kleinen Teil transparent, so dass er einen kleinen Teil der Unschärfe des Vakuumzustand von außen in den Resonator koppelt, während er den größeren Teil reflektiert und nicht in den Resonator einkoppelt (Abb. 6). Die Quetschung der Quantenunschärfe in Reflexion des Resonators entsteht dadurch, dass der direkt reflektierte Teil der Vakuumunschärfe destruktiv mit der transmittierten (zuvor eingekoppelten und dann parametrisch gedämpften) Unschärfe aus dem Resonator interferiert. Das ist das Prinzip des sogenannten Quetschlichtresonators. Im Inneren des Resonators wird kein perfekt gequetschtes Feld erzeugt, sondern die Unschärfe nur um einen relativ kleinen Faktor (kleiner als 2) gedämpft. Genau dann ist die restliche Unschärfe so groß, dass der transmittierte Anteil außerhalb des Resonators zu perfekt destruktiver Interferenz für die im Resonator gedämpfte Quadratur führt. Die orthogonale Quadratur wird im Resonator verstärkt, was außerhalb des Resonators zu anti-gequetschter Unschärfe führt. Man kann zeigen, dass bei maximalen Quetschfaktor für × außerhalb des Resonators, der Resonator für Y an seiner Laserschwelle ist und das Pumplicht in helles Licht bei {\displaystyle \nu } konvertiert wird. Dieses versucht man zu vermeiden, z. B. um die Photodioden nicht zu beschädigen. Ein Quetschlichtresonator wird knapp unterhalb seiner Schwelle betrieben.
Ein Quetschlichtresonator funktioniert besonders effizient für Modulationsfrequenzen innerhalb seiner Linienbreite. Für diese Modulationsfrequenzen ist die parametrische Dämpfung am stärksten, und auch die Zeitverzögerung zwischen den beiden interferierenden Teilfeldern vernachlässigbar. Wäre die Dekohärenz null, wären für Resonanzfrequenzen beliebig hohe Quetschfaktoren möglich (bei endlicher Dämpfung im Resonator). Quetschlichtresonatoren haben Linienbreiten von einigen zehn MHz bis hin zu GHz.

## Detektion von gequetschtem Licht

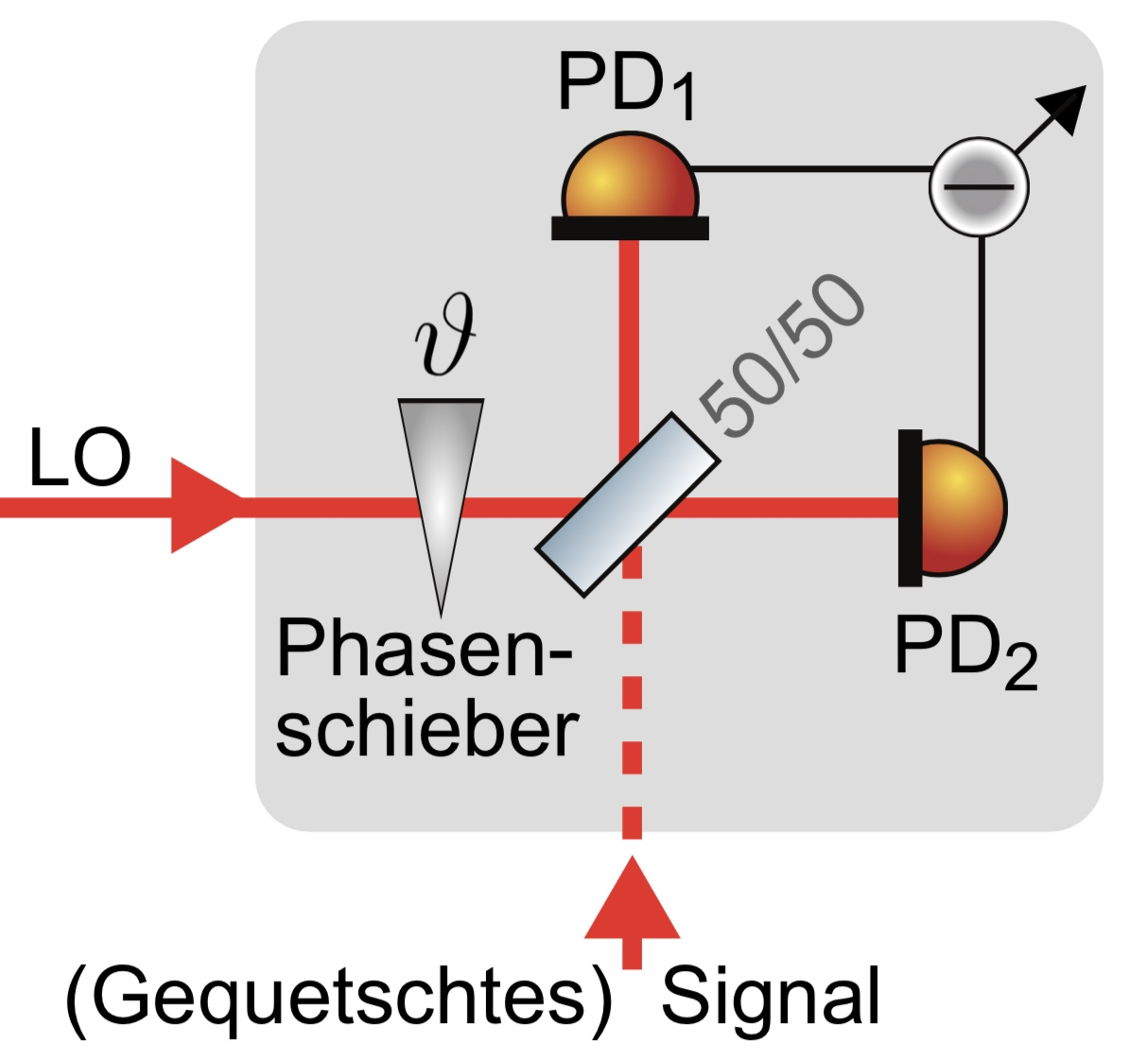
Abbildung 7: Der balancierte Homodyndetektor zur Messung der Modulationstiefen des elektrischen Feldes des Lichts.

Um gequetschtes Licht vollständig zu charakterisieren, benötigt man einen Detektor, der die elektrische Feldstärke zu beliebigen Phasen messen kann. (Die Begrenzung auf gewünschte Bereiche von Modulationsfrequenzen erfolgt durch Filtern der fotoelektrischen Spannung nach der Detektion.) Der benötigte Detektor ist der balancierte Homodyndetektor (BHD). Er hat Eingänge für zwei Lichtstrahlen: dem gequetschten (Signal-)Strahl und dem sogenannten Lokaloszillator (LO) gleicher Frequenz bzw. Farbe (homodyn). Der LO ist Bestandteil des BHDs. Dazu kommen ein balancierter Strahlteiler und zwei Photodioden (hoher Quanteneffizienz). Die beiden Strahlen werden auf dem Strahlteiler überlagert und die Interferenzprodukte in den beiden Strahlteilerausgängen mit den Fotodioden detektiert (Abb. 7). Ist der Lokaloszillator, der hier auch als Trägerlicht wirkt, deutlich intensiver als der Signalstrahl, so ist die Differenzspannung der beiden Photodioden im Frequenzintervall {\displaystyle f\pm \Delta f/2} proportional zur Quadraturamplitude {\displaystyle X_{\vartheta ,f,\Delta f}}. Verändert man den Weglängenunterschied der beiden Strahlen vor der Überlagerung am BHD-Strahlteiler, so kann man Quadraturamplituden beliebiger Phase {\displaystyle \vartheta }vermessen. (Ändert man den Weglängenunterschied um ein Viertel der Wellenlänge, so ändert sich die Phase um {\displaystyle \pi /2}.)
An dieser Stelle muss Folgendes erläutert werden: Richtig ist, dass jede Information der Welle nur in Form von Energiequanten zum Detektor übergehen kann, d. h. in Form von Lichtquanten (Photonen). Das gilt auch für den BHD. Allerdings kann ein BHD den diskreten Energieübertrag nicht auflösen, weil in jedem noch so kleinen Zeitintervall immer eine große Zahl von Photonen auftrifft. Dieses gewährleistet der intensive Lokaloszillator. Die Messgröße hat daher (näherungsweise) ein kontinuierliches Wertespektrum, genau wie man es für eine Feldstärkemessung erwartet. (Im Prinzip kann man gequetschte Zustände auch anhand von Photonenzahlen charakterisieren, allerdings reicht im Allgemeinen die Messung einer einfachen Photonenstatistik nicht aus, sondern es müsste die gesamte Dichtematrix in der Basis der Photonenzahlzustände bestimmt werden.)